# Bert Hoppe
Bert Hoppe (Gevelsberg, 1970) è uno storico e giornalista tedesco.

## Biografia
Hoppe ha studiato storia, economia e storia dell'arte presso l'Università tecnica di Berlino, l'Università Humboldt di Berlino e l'Università europea Viadrina a Francoforte sull'Oder dal 1992 al 1999. Dal 1999 al 2004 è stato assistente di ricerca presso la cattedra di Heinrich August Winkler all'Università Humboldt. Ha conseguito il dottorato nel 2004 nell'ambito di un progetto della Commissione mista per la ricerca sulla storia recente delle relazioni russo-tedesche. La sua tesi di dottorato è stata pubblicata nel 2007 con il titolo In Stalins Gefolgschaft. Moskau und die KPD 1928–1933 (Al seguito di Stalin. Mosca e il KPD 1928-1933).
Dal 2004 Hoppe lavora come ricercatore e autore freelance, tra gli altri per le testate Berliner Zeitung e Süddeutsche Zeitung e per il canale Deutschlandfunk. Lavora alla raccolta di documenti Die Verfolgung und Ermordung der europäischen Juden durch das nationalsozialistische Deutschland 1933–1945 (La persecuzione e l'omicidio degli ebrei europei da parte della Germania nazionalsocialista 1933-1945). Dall'inizio del 2012 è redattore di saggistica per Rowohlt Verlag a Berlino.

## Opere
- Auf den Trümmern von Königsberg. Kaliningrad 1946–1970 (Schriftenreihe der Vierteljahrshefte für Zeitgeschichte, Bd. 80), Oldenbourg, München 2000, ISBN 3-486-64580-3.
- In Stalins Gefolgschaft. Moskau und die KPD 1928–1933 (Studien zur Zeitgeschichte. Bd. 74), Oldenbourg, München 2007, ISBN 978-3-486-58255-0 (tesi di dottorato discussa presso la Università Humboldt di Berlino nel 2004) (Volltext digital verfügbar).
- (con Hildrun Glass) Die Verfolgung und Ermordung der europäischen Juden durch das nationalsozialistische Deutschland 1933 – 1945. Bd. 7. Sowjetunion mit annektierten Gebieten. – 1. Besetzte sowjetische Gebiete unter deutscher Militärverwaltung, Baltikum und Transnistrien, Bearbeitet von Bert Hoppe und Hildrun Glass. Oldenbourg, München 2007, ISBN 978-3-486-58911-5.
- Geschichte Russlands, Theiss, Stuttgart 2009. ISBN 978-3-8062-2175-6.